# Пентахлорэтан
—
Пентахлорэтан (C2HCl5) — прозрачная жидкость, мало растворимая в воде. Смешивается с органическими растворителями; применяется в производстве перхлорэтилена, в качестве растворителя для технических масел. Обладает сильным наркотическим действием.

## Получение
Получают хлорированием трихлорэтилена.

## Применение
Используют для получения перхлорэтилена, в качестве растворителя для ацетата целлюлозы. Применяют в качестве хладагента под названием Хладон-125.

## Токсичность
Сильно токсичен. Обладает выраженным наркотическим действием. Ирритант. Угнетает дыхание. Гепато- и нефротоксичен.
Литература:
1. Неотложная помощь при острых отравлениях. Справочник по токсикологии. Под ред. академика АМН СССР С.Н. Голикова.  Москва. "Медицина", 1977г.